# Max Bulla
Max Bulla   (Viena, 26 de setembre de 1905 - Pitten, 1 de març de 1990) era un ciclista austríac que fou professional entre 1926 i 1949.
Durant la seva carrera aconseguí una vintena de victòries, entre elles tres etapes al Tour de França de 1931. En aquesta edició va vestir el mallot groc durant una etapa. Els millors ciclistes corrien amb les seleccions nacionals, mentre els semiaficionats eren touriste-routiers. Bulla era un touriste-routier i va ser l'única vegada a la història que un touriste-routier va liderar el Tour de França. També guanyà dues etapes a la Volta a Espanya de 1935, la general de la Volta a Suïssa de 1933, el Gran Premi de Zuric de 1931 i dos campionats nacionals, el 1926 i 1927.

## Palmarès
- 1926
  -  Campió d'Àustria en ruta
- 1927
  -  Campió d'Àustria en ruta
- 1931
  - 1r del Gran Premi de Zuric
  - 1r de la Marsella-Lió
  - 1r al Tour del llac Léman
  - Vencedor de 3 etapes al Tour de França
  - Vencedor d'una etapa a la Volta a Alemanya
- 1933
  - 1r de la Volta a Suïssa i vencedor de dues etapes
  - 1r al Critèrium de Luxemburg
- 1934
  - Vencedor d'una etapa a la Volta a Suïssa
- 1935
  - Vencedor de dues etapes a la Volta a Espanya
- 1936
  - Vencedor d'una etapa a la Volta a Suïssa

### Resultats al Tour de França
- 1931. 15è de la classificació general i vencedor de 3 etapes. Porta el mallot groc durant un dia
- 1932. 19è de la classificació general
- 1933. Abandona (8a etapa)
- 1936. Abandona (10a etapa)

### Resultats a la Volta a Espanya
- 1935. 4t de la classificació general i vencedor de dues etapes